# El mejor infarto de mi vida
El mejor infarto de mi vida è una serie televisiva argentina trasmessa dal 24 gennaio 2025 sulla piattaforma Disney+.

## Trama
Ariel Santoro è un ghostwriter frustrato, obeso e fumatore, che viene lasciato dalla moglie Isabel. Per mantenersi da vivere, Ariel scrive le autobiografie di alcuni personaggi famosi, pubblicate dalla casa editrice del suo amico David. Una sera i due uomini assistono a uno spettacolo di flamenco, dove incontrano Concha, una bellissima ballerina che colpisce Ariel.
Recatosi in Uruguay per un viaggio, Ariel invita Concha ad unirsi a lui. A Montevideo i due soggiornano nella casa di Alejandra e Javier, una coppia di coniugi in ristrettezze economiche che hanno affittato la loro abitazione per pagarsi le costose cure mediche di cui Javier necessita. Mentre Ariel e Concha sono impegnati in un rapporto sessuale, l'uomo subisce un infarto, che contribuirà a cambiare la sua vita.

## Episodi
| Stagione       | Episodi | Prima TV Argentina |
| -------------- | ------- | ------------------ |
| Prima stagione | 6       | 2025               |

## Produzione
Tratta dall'omonimo romanzo autobiografico di Hernán Casciari, la serie era stata pensata inizialmente come un film che sarebbe stato distribuito nel 2021.
Il progetto si trasformò poi in una serie televisiva per una piattaforma di video-on-demand sviluppata da Agustín Bossi e Pablo Bossi, registi di Pampa Films. A giugno del 2024, fu annunciata l'uscita della serie su Disney+. Lo scrittore decise di non partecipare ai lavori di adattamento del romanzo, lasciando libertà agli sceneggiatori.
Le riprese si svolsero tra l'Argentina, l'Uruguay e la Spagna.

## Accoglienza
Silvina Lamazares di Clarín descrisse la serie come "Agile, commovente, divertente e adatta ad essere consumata in modalità maratona".
Diego Batlle di Otros Cines la definì "una serie piacevole, che scorre leggera e affascinante in molte delle sue aree".
Juan Pablo Russo, su EscribiendoCine, assegnò alla serie un punteggio di 6, affermando che "combina elementi comici e drammatici, evitando di cadere nei luoghi comuni presentando una narrazione agile che alterna momenti di introspezione a situazioni umoristiche".